# Xenoctenus
Genre
Xenoctenus est un genre d'araignées aranéomorphes de la famille des Xenoctenidae.

## Distribution
Les espèces de ce genre se rencontrent en Amérique du Sud.

## Liste des espèces
Selon World Spider Catalog (version 25.0, 04/03/2024) :
- Xenoctenus gomezraggioi Carcavallo & Martínez, 1967
- Xenoctenus kaatinga Faustino-Magalhaes & Santos, 2024
- Xenoctenus pampeanus Mello-Leitão, 1940
- Xenoctenus proseni Carcavallo & Martínez, 1967
- Xenoctenus unguiculatus Mello-Leitão, 1938
- Xenoctenus vittatus (Mello-Leitão, 1936)

## Systématique et taxinomie
Ce genre a été décrit par Mello-Leitão en 1938 dans les Ctenidae. Il est placé en synonymie avec Tunabo par Lehtinen en 1967. Il est relevé de synonymie par Silva-Dávila en 2003. Il est placé dans les Miturgidae par Ramírez en 2014 puis dans les Xenoctenidae par Wheeler et al. en 2017.

## Publication originale
- Mello-Leitão, 1938 : « Algunas arañas nuevas de la Argentina. » Revista del Museo de La Plata, (Nueva Serie), vol. 1, p. 89-118.